# One Last Time
«One Last Time» —en español, «Una última vez»— es una canción de la artista estadounidense Ariana Grande  lanzada como cuarto sencillo del segundo álbum de estudio de Grande, My Everything (2014). En primera instancia, la canción fue lanzada como sencillo promocional en la tienda de iTunes el 22 de agosto de 2014 al ponerla a la venta gratis. Fue escrita por David Guetta, Savan Kotecha, Giorgio Tuinfort, Rami Yacoub y Carl Falk, y producida por Falk, Yacoub, Ilya, Tuinfort y Kotecha.  El 10 de febrero de 2015 «One Last Time» fue enviada a la contemporary hit radio como cuarto sencillo del álbum.
Una versión en francés junto al cantante Kendji Girac llamada de manera alternativa "Attends-moi" fue estrenada el 16 de febrero de 2015 en Francia, Bélgica y Suiza. Esta versión de One Last Time también fue incluida en la versión deluxe del disco del colaborador llamado Kendji (2015). Una versión en italiano del sencillo junto al rapero Fedez fue estrenada el 26 de mayo de 2015 solamente en Italia.
En mayo de 2017 de forma inesperada, la canción «One Last Time» de la cantante se convirtió, para los fanes y la sociedad inglesa, en un homenaje a los afectados por Atentado de Mánchester, que tuvo lugar justo al finalizar el concierto en dicha ciudad durante la gira Dangerous Woman Tour, dando lugar a que esta canción del 2014 volviese a las listas de ventas británicas alcanzando la primera posición. Para la cantante: «Ver a todos juntos cantando 'One Last Time' me parte el corazón».

## Composición
«One Last Time» es una canción de género dance pop escrita por David Guetta, Savan Kotecha, Giorgio Tuinfort, Rami Yacoub and Carl Falk, y producida por Falk, Rami, Ilya, Tuinfort and Kotecha. Líricamente, la canción trata sobre Ariana diciéndole a su exnovio que realmente lo necesita y que lamente todo lo que hizo mal, y sabiendo que él ahora ama a otra chica, ella le ruega al menos una última noche juntos. «One Last Time» se fija en un tiempo medio de 125 bpm y se construye con un piano/cuadro de progresión que se repite durante toda la canción al mismo tiempo que los tambores palpitantes. En el estribillo se agrega un sonido electrónico, semejante a Rhythm and blues. el DJ Marshmello lanzó un remix de la canción, en varios canales de Youtube se filtró la canción, este remix no aparece en la versión Deluxe, Japanese del álbum My Everything, una página vietnamita tiene la canción filtrada.

## Video musical
El video musical fue dirigido por Max Landis. Se abarcará el tema del fin del mundo. «Earth will pass catastrophically through the tail of the comet Eurydice in one week. Gather family and lovers close, one...last...time,» (La Tierra pasará cerca de la cola del cometa Eurydice en una semana. Reúnanse con sus familias y seres queridos una... última... vez...) tuiteó el director. El video fue grabado a principios de enero de 2015. Un Lyric Video fue lanzado en la cuenta de YouTube de Grande el viernes 6 de febrero, mientras que el video oficial se  estrenó el 15 de febrero de 2015. Contó con la aparición de Matt Bennett, su antiguo compañero de reparto en la serie de Nickelodeon, Victorious.

### Sinopsis
El vídeo musical muestra informes de noticias sobre la Tierra en curso para pasar a través de la cola de un cometa llamado Eurydice, al igual que el pánico en todo el mundo. El resto del vídeo a continuación, se presenta mediante el uso de una cámara de vídeo portátil. Grande está en un auto Fiat como la pasajera, con su novio, que está grabando. Ellos están atrapados en el tráfico en su intento de salir de la ciudad. Aunque todo el mundo que les rodea está preso del pánico, Grande parece estar tranquila mientras ella quiere conseguir una mirada más de cerca al cometa. Impaciente, sale del auto mientras Bennett intenta detenerla, y luego sigue. Ellos hacen su camino a través de las multitudes, pero son detenidos por la policía, que están obstruyendo la calle. Mientras tanto, el cometa entra en erupción en el cielo y comienza a chocar con el suelo mientras se inicia la canción. Grande logra atravesar pero Bennett no puede, por lo que pasa a través de una ambulancia abierta y se las arregla para ponerse al día con ella en un callejón con escaleras que conducen a un complejo de apartamentos. Ariana se da cuenta de la cometa en el cielo. Los dos entran en un hogar de una familia asustada y tratan de salir por la otra puerta, sólo para que el cometa a choque contra el edificio, casi matando a ambos. Asustados, los dos continúan y entran en un cuarto lleno de pantallas de televisión del cometa y un anciano sentado en un escritorio. Mientras ambos tratan de salir, él trata de detenerlos, pero lo golpean al suelo, y todas las pantallas cambian al mismo temporizador de cuenta atrás. Grande y Bennett finalmente hacen su camino hasta la azotea después de someter al anciano de nuevo, que había alcanzado a ellos. La cámara entonces se ajusta hacia abajo, y muestra a ambos abrazándose por última vez hasta que el cometa se derrumba, destruye todo y conduce a la Tierra a su fin.

## Presentaciones en vivo
Grande anunció en Twitter que se presentaría «One Last Time» por primera vez en vivo en The Tonight Show Starring Jimmy Fallon el 1 de febrero de 2015, y así fue.  El 15 de febrero de 2015, Grande volvió a presentar en vivo la canción durante el All-Star Game de la NBA 2015 en el Madison Square Garden. Ariana interpretó la canción a lo largo de su gira de 2015 The Honeymoon Tour. Asimismo, durante el segundo show en París, Francia, Grande contó con la colaboración de Kendji Girac, cantando «One Last Time» a dúo con estrofas en francés. El 25 de mayo volvió a interpretar el sencillo, esta vez en la final del talent-show The Voice en su edición italiana. A partir del show en  Houston de septiembre perteneciente al Honeymoon Tour, Grande interpretó un mash-up de «One Last Time» con la canción «What Do You Mean?» de Justin Bieber, siendo añadida al repertorio del resto de la gira.

## Lista de canciones
- Descarga digital[10]

| N.º | Título          | Duración |  |
| 1.  | «One Last Time» | 3:17     |  |

- Descarga digital – Versión Francesa [11]

| N.º | Título                                             | Duración |  |
| 1.  | «One Last Time (Attends-moi)» (feat. Kendji Girac) | 3:14     |  |

- Digital download – Versión Italiana[12]

| N.º | Título                        | Duración |  |
| 1.  | «One Last Time» (feat. Fedez) | 3:18     |  |

## Posicionamiento en listas y certificaciones

### Listas semanales
| Lista (2015)                                       | Máxima posición |
| -------------------------------------------------- | --------------- |
| Alemania (Offizielle Deutsche Charts)              | 60              |
| Austria (Ö3 Austria Top 40)                        | 55              |
| Australia (ARIA)                                   | 15              |
| Bélgica (Flandes) (Ultratip Bubbling Under)        | 22              |
| Bélgica (Valonia) (Ultratop 50)                    | 10              |
| Canadá (Canadian Hot 100)                          | 12              |
| Francia (SNEP)                                     | 10              |
| Francia (SNEP) Versión en francés con Kendji Girac | 11              |
| Irlanda (IRMA)                                     | 23              |
| Italia (FIMI)                                      | 6               |
| Noruega (VG-lista)                                 | 22              |
| Nueva Zelanda (Recorded Music NZ)                  | 22              |
| Países Bajos (Dutch Top 40)                        | 8               |
| Países Bajos (Mega Single Top 100)                 | 11              |
| Suecia (Sverigetopplistan)                         | 22              |
| Suiza (Schweizer Hitparade)                        | 25              |
| República Dominicana (Monitor Latino)              | 12              |
| Estados Unidos (Billboard Hot 100)                 | 13              |
| Estados Unidos (Mainstream Top 40)                 | 6               |
| Estados Unidos (Monitor Latino)                    | 18              |
| Reino Unido (UK Singles Chart)                     | 2               |

### Certificaciones
| País           | Organismo certificador | Certificación | Ventas certificadas | Simbolización | Ref.   |
| -------------- | ---------------------- | ------------- | ------------------- | ------------- | ------ |
| Australia      | ARIA                   | Platino       | 70 000              | ▲             | [ 34 ] |
| Bélgica        | BEA                    | Oro           | 15 000              | ●             | [ 35 ] |
| Dinamarca      | IFPI                   | Platino       | 60 000              | ▲             | [ 36 ] |
| Estados Unidos | RIAA                   | Platino       | 1 000 000           | ▲             | [ 37 ] |
| Francia        | SNEP                   | Oro           | 75 000              | ●             | [ 38 ] |
| Italia         | FIMI                   | 2× Platino    | 100 000             | 2▲            | [ 39 ] |
| Noruega        | IFPI — Noruega         | Oro           | 5 000               | ●             | [ 40 ] |
| Polonia        | ZPAV                   | 2× Platino    | 40 000              | 2▲            | [ 41 ] |
| Reino Unido    | BPI                    | 2x Platino    | 1 200 000           | ▲             | [ 42 ] |
| Suecia         | GLF                    | 2× Platino    | 80 000              | 2▲            | [ 43 ] |